# Percepción corporal

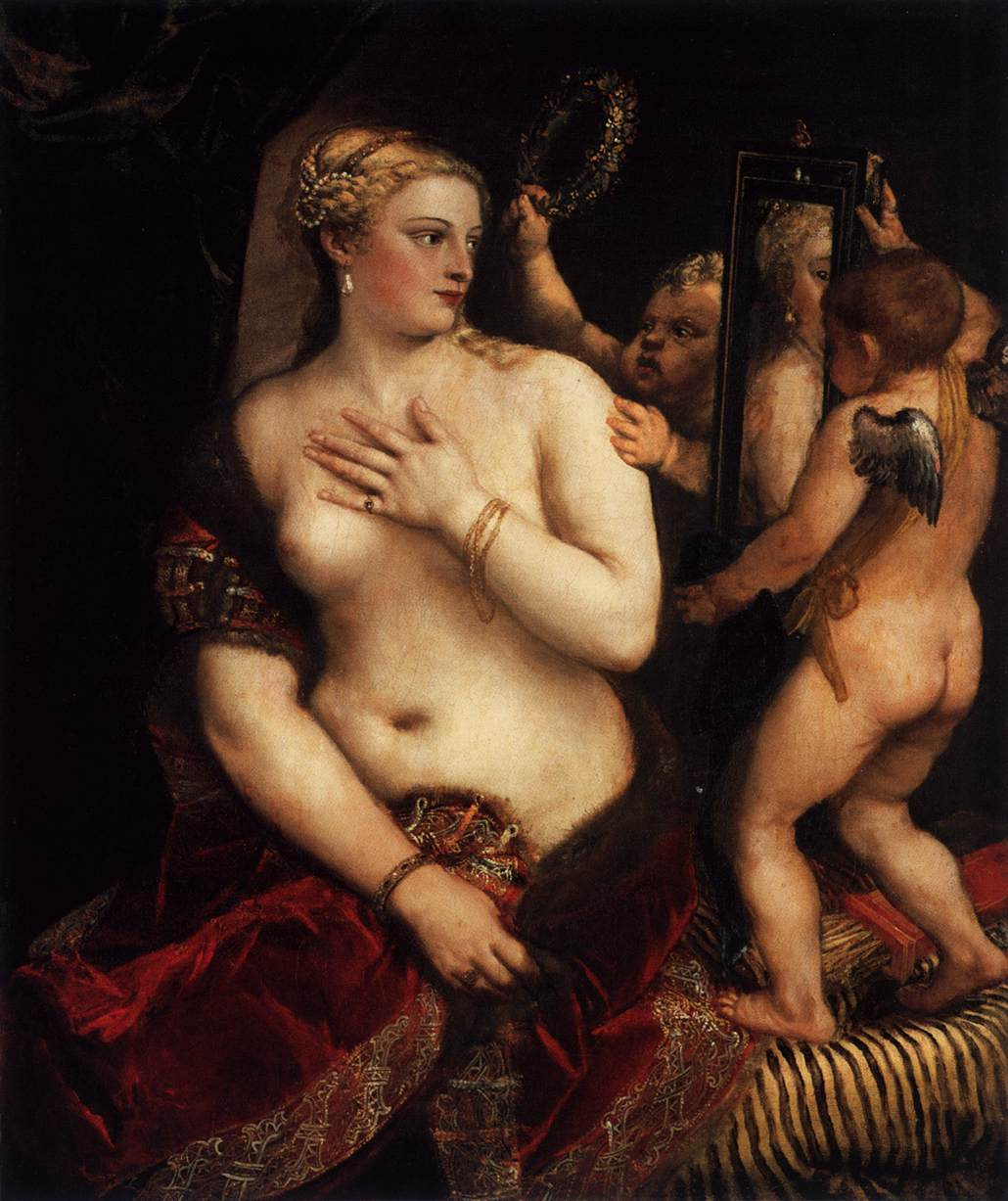
Venus con un espejo (1555) de Tiziano.

La percepción corporal o imagen corporal es la percepción que tiene una persona de la estética o el atractivo sexual de su propio cuerpo. Implica cómo una persona se ve a sí misma de acuerdo con los estándares establecidos por la sociedad. El neurólogo y psicoanalista austriaco Paul Schilder acuñó la frase imagen del cuerpo o imagen corporal (en inglés body-image) en su libro The Image and Appearance of the Human Body (1935). La sociedad humana ha valorado en todo momento la belleza del cuerpo humano, pero la percepción de una persona sobre su propio cuerpo puede no corresponder a los estándares de la sociedad.
El concepto de imagen corporal se utiliza en una serie de disciplinas, que incluyen psicología, medicina, psiquiatría, psicoanálisis, filosofía y estudios culturales y de la mujer; los medios de comunicación también suelen utilizar el término. A través de estas disciplinas y medios, no hay una definición de consenso, pero la imagen corporal puede expresarse como la forma en que las personas se ven a sí mismas en el espejo o en sus mentes. Incorpora los recuerdos, experiencias, suposiciones y comparaciones de la propia apariencia y las actitudes generales hacia la altura, la forma y el peso.
Los problemas que rodean la imagen corporal pueden examinarse a través de la negatividad corporal y la positividad corporal. La imagen corporal negativa consiste en una vista desorientada de la forma de uno; por lo que uno puede sentirse cohibido o avergonzado, y asumir que otros son más atractivos. Aparte de tener una baja autoestima, las personas que sufren la enfermedad suelen alterar sus apariencias físicas. Por lo tanto, el comportamiento a largo plazo podría conducir a mayores riesgos de trastornos de la alimentación , aislamiento y enfermedades mentales. La imagen corporal positiva, por otro lado, se describe como una clara percepción verdadera de la figura de uno. Además de celebrar y apreciar el cuerpo, también requiere un entendimiento de que la apariencia de un individuo no refleja su carácter o autoestima.

## Historia
La sociedad a menudo construye nuestros comportamientos y creencias, como los desarrollos personales, las interacciones fisiológicas y psicológicas, y la "percepción de nuestros cuerpos como un reflejo de la autoestima". Las luchas por la imagen corporal han prevalecido durante muchos siglos, especialmente con los rápidos cambios constantes en los tipos de cuerpo ideales. En el pasado, las normas eran típicamente establecidas por creencias culturales, géneros o posiciones sociales. A pesar de que prevalecen hoy en día, los cambios en las industrias de la moda y los medios de comunicación son otras influencias actuales.

## Los medios

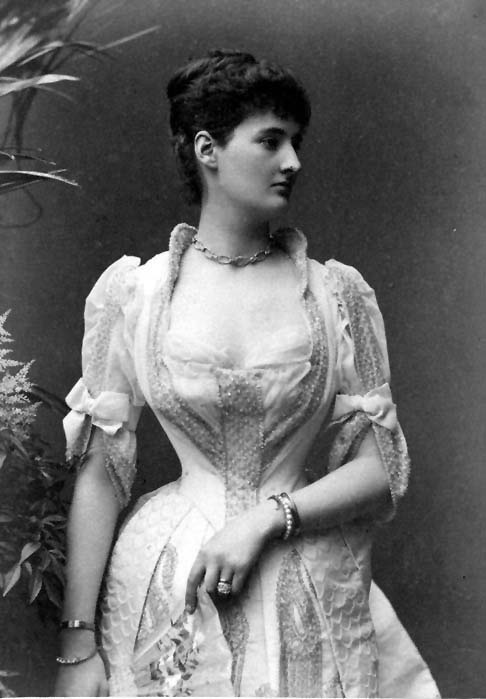
Una duquesa británica durante la Época victoriana.

Por la evolución de la sociedad actual; los mensajes de texto, correos electrónicos, redes sociales y otros avances tecnológicos han dominado la secuencia de interacciones físicas de un individuo. Aunque la tecnología proporciona la comodidad de conectarse con otros, su asociación con los medios de comunicación ha resultado en una "plataforma de entrega en la que interceptamos e interpretamos mensajes sobre nosotros mismos, nuestra autoestima y nuestros cuerpos".
Según un estudio realizado por Dove, solo el 4% de las mujeres pensaban que eran hermosas, mientras que aproximadamente el 70% de las mujeres y las niñas en Reino Unido creían que la representación de los medios de los estándares de belleza poco prácticos alimentaba sus ansiedades de apariencia. Como resultado, el Departamento de Salud y Servicios Sociales de los Estados Unidos Informó que el 91% de las mujeres estaban en su mayoría descontentas con sus cuerpos, mientras que el 40% consideraba la cirugía estética para corregir sus defectos.

## Medidas
La imagen corporal a menudo se mide al pedirle al sujeto que califique su forma corporal actual e ideal utilizando una serie de representaciones. La diferencia entre estos dos valores es la medida de la insatisfacción corporal. La insatisfacción corporal en las niñas puede tener muchos efectos negativos, como una mayor tasa de tabaquismo y una disminución de la comodidad con la sexualidad cuando son mayores, lo que puede llevarlas a considerar una cirugía estética.
Monteath y McCabe descubrieron que el 44% de las mujeres expresan sentimientos negativos sobre las partes individuales del cuerpo y sus cuerpos en general. La revista, Psychology Today encontró que el 56% de las mujeres y alrededor del 40% de los hombres que respondieron a su encuesta en 1997 estaban insatisfechos con su apariencia general. Los jóvenes estadounidenses (37.7% de los hombres y 51% de las mujeres) expresan insatisfacción con sus cuerpos.

## Raza
Las percepciones de las razas han cambiado drásticamente a lo largo de los años, desde la época medieval, haciendo referencia a la luz y la oscuridad, el bien y el mal. Cientos de años más tarde, las percepciones cambiarían nuevamente con el comercio de esclavos en el Atlántico, lo que dejó ideas de idealismo para los caucásicos y una idea negativa de cualquier otra raza. Los nacionalistas caucásicos como Goldstein también creían que todas las razas se originaban de la raza "blanca". Con este racismo extremo de la época, el cuerpo negro fue estudiado, exhibido y examinado para detectar cualquier diferencia menor. "Las ideas sobre la belleza con las que nos enfrentamos en el siglo XXI se basan, en parte, en formas muy antiguas de pensar sobre los cuerpos humanos y los africanos." En la década de 1960, el movimiento Black is Beautiful y Black Power tomaron forma y sacudieron al mundo en una muestra de orgullo racial. Las percepciones de las diferentes razas de hoy han recorrido un largo camino para llevar una mentalidad positiva a la imagen corporal racial. Pero todavía hay algunos problemas centrales en la sociedad actual.
La industria de la moda es conocida por no incluir más razas en sus pasarelas y campañas publicitarias, y varios estudios que se han llevado a cabo demuestran que la falta de diversidad racial puede contribuir a los problemas de imagen corporal entre las minorías no blancas. En uno de esos experimentos, realizado en 2003, se mostraron 3 fotografías de atractivas mujeres blancas , negras y asiáticas a un grupo de estudiantes blancos, negros y asiáticos. El estudio concluyó que las mujeres asiáticas pensaban que la fotografía de la mujer blanca era la más atractiva y reportaron altos niveles de insatisfacción corporal. Tal insatisfacción puede incluso hacer que estos individuos sufran psicológicamente debido a la presión para encarnar estos ideales, y puede hacer que cambien su apariencia física para adaptarse a la idea eurocéntrica de la belleza.
La pérdida de peso es uno de esos métodos. Por ejemplo, las mujeres mexicoamericanas que han estado en sintonía con la cultura general de los EE. UU. Informaron una mayor insatisfacción con el cuerpo y han descrito que sus tipos de cuerpo ideales son similares a la norma blanca . A pesar del hecho de que ciertas etnias naturalmente tienen diferentes tipos de cuerpos, este ideal ha llevado a la alimentación desordenada entre las latinas.
La cirugía plástica es otro método, y es especialmente popular en Asia por "occidentalizar" los rasgos faciales. Dos de los tratamientos más populares son la rinoplastía (elevación de la nariz) y la blefaroplastía (elevación del párpado), que se realizan para hacer que estas características se vean más caucásicas.
Los productos para aclarar la piel también prevalecen en países donde las etnias no blancas son la mayoría, y la industria gana miles de millones de dólares cada año.[cita requerida] En la India solo, productos de blanqueamiento representan el 45% del mercado de cuidado de la piel. Se sabe que muchos de estos cosméticos blanqueadores tienen efectos secundarios peligrosos debido a los ingredientes que contienen; por ejemplo, se sabe que la hidroquinona causa irritación y leucemia [cita requerida], mientras que se sabe que el mercurio causa erupciones y pigmentación.
A pesar de estos efectos, industrias como la industria de la moda no han destacado significativamente a las mujeres de color (y cuando lo han hecho, las mujeres pueden haber sido significativamente "encaladas", con la piel y el cabello iluminados digitalmente, o pueden tener ya características que se consideran importantes "blanco").
La industria de la moda cree que al anunciar estándares de belleza inalcanzables, alimentan la demanda de los clientes al "crear un anhelo que no se puede satisfacer". Sin embargo, un estudio realizado por Elle Canada ha demostrado exactamente lo contrario: los productos presentados por modelos que representan con precisión la raza del consumidor, así como el peso y la edad, aumentarán la disposición del consumidor a comprar un producto.